# Fast Flux Test Facility
Die Fast Flux Test Facility (Abkürzung FFTF) war ein Versuchs-Brutreaktor auf der Hanford Site im Benton County im Bundesstaat Washington in den Vereinigten Staaten.

## Der Reaktor

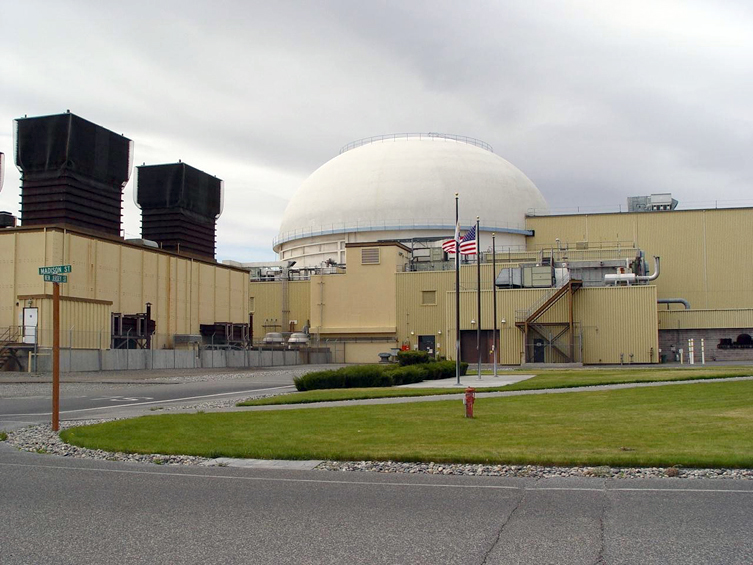
Das Reaktorgebäude

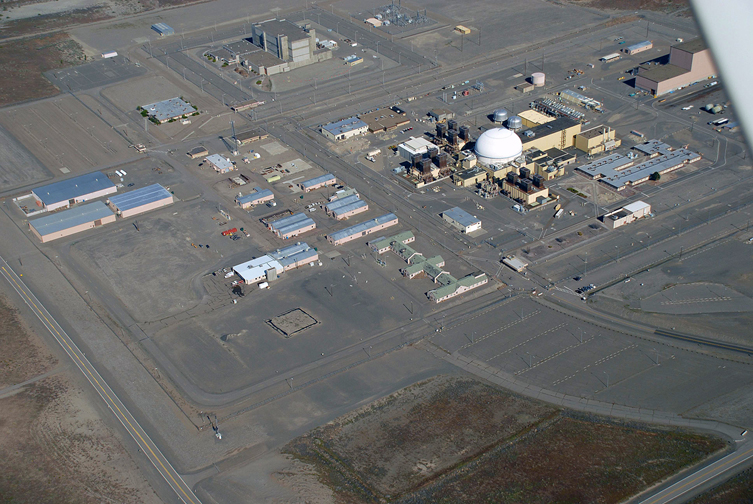
Luftaufnahme der Anlage

Es handelt sich um einen flüssigmetallgekühlten schnellen Brutreaktor mit einer thermischen Leistung von 400 Megawatt. Die FFTF war der weltweit größte Testreaktor ihrer Art. Als Kühlmittel diente Natrium. Die Brennstab-Hüllrohre bestanden aus rostfreiem Stahl vom Typ 316.
Der Reaktor gehört dem U.S. Department of Energy (DOE) und wurde 1992 außer Betrieb genommen.

## Zweck und Nutzung
Der Reaktor war ein Prototyp für das Brutreaktor-Programm der USA. Er war in erster Linie für die Prüfung von Brennstoffen und Materialien bestimmt. Daneben wurde er als Neutronenquelle und als Materialtestreaktor verwendet.  Während des 10-jährigen erfolgreichen Betriebs führte die FFTF eine Vielzahl von Forschungs- und Prüf-Programmen für nukleare Brennstoffe, Materialien und Systeme durch. Einige dieser Experimente wurden für andere Länder, darunter Japan und Kanada, durchgeführt. Die FFTF produzierte auch medizinische Radionuklide zur Krebsbehandlung, darunter  Gadolinium-153 und Kobalt-60 sowie Tritium.

## Geschichte
Die Planungen für die FFTF begannen im Jahr 1965, während der Blütezeit der Experimente mit Kernenergie in den USA. Vier Jahre später wurde die Konzeption abgeschlossen. 1970 wurde Westinghouse ausgewählt, um die Anlage zu bauen und zu betreiben. Der Bau wurde 1980 abgeschlossen und den Betrieb begann die Anlage im Spätsommer 1982. In der Anlage waren mehrere hundert Menschen beschäftigt.
Der Reaktor wurde 1980 erstmals kritisch und war kurzzeitig von der Stilllegung bedroht, bis die US-Regierung einen großen Vorteil im Weiterbetrieb der Anlage erkannte. 1992 wurde der Reaktor abgeschaltet.
Bis zum Jahre 2002 war der Reaktor im "Hot Standby"-Status, was  31 Millionen US-Dollar pro Jahr kostete. Dann jedoch startete der Abbau der FFTF, da die Regierung von George W. Bush keine Verwendung für den Forschungsreaktor hatte.